# Obrat, Benedikt
Obrat este o localitate din comuna Benedikt, Slovenia.